# Contea di Cao
La contea di Cao (曹县S, CáoxiànP) è una contea della Cina, situata nella provincia dello Shandong e amministrata dalla prefettura di Heze.